# Qualificazioni al campionato europeo femminile di calcio 2025
Le qualificazioni al campionato europeo femminile di calcio del 2025 si disputano dal 3 aprile al 3 dicembre 2024. 15 nazionali della zona UEFA su 51 partecipanti sono state ammesse alla fase finale, affiancando la nazionale svizzera, qualificata di diritto essendo la Svizzera la nazione ospitante.
Alle qualificazioni non hanno partecipato Gibilterra, Liechtenstein, Russia e San Marino.

## Formato e regolamento
La fase di qualificazione si basa su un sistema simile alla Women's Nations League con 3 leghe comprendenti 16 squadre della Lega A, 16 squadre della Lega B e 19 squadre della Lega C. Il formato venne proposto il 3 novembre 2022 e approvato il 25 gennaio 2023.
Come nella Women's Nations League le squadre sono state divise in gironi da quattro o tre squadre (Lega C) da 6 giornate, con partite in casa e in trasferta.
Al termine della fase a leghe, in vista della fase finale, la classifica dei vari gironi determinerà la qualificazione diretta delle prime due squadre dei quattro gironi della Lega A, per un totale di 8 qualificate. Le altre 8 squadre della Lega A, le 12 migliori squadre della Lega B e le migliori 8 squadre della Lega C si qualificheranno agli spareggi.
Nel primo turno degli spareggi le squadre terze e quarte classificate di ciascun girone della Lega A affronteranno le prime classificate e le tre migliori seconde dei gironi della Lega C nel Percorso 1, mentre le prime e le due migliori seconde classificate di ogni girone della Lega B affronteranno le due seconde peggiori classificate e le terze classificate di ogni girone della Lega B nel Percorso 2.
Nel secondo turno degli spareggi, le 14 squadre vincitrici del primo turno verranno sorteggiate in 7 coppie e le 7 squadre vincitrici si qualificheranno alla fase finale.
Al termine di queste qualificazioni, le squadre prime classificate in ogni girone delle Leghe B e C saranno promosse rispettivamente nelle Leghe A e B mentre le squadre ultime classificate in ogni girone delle Leghe A e B nonché la peggior squadra terza classificata nei gironi della Lega B retrocederanno rispettivamente nelle Leghe B e C.
In caso di parità di punti tra due o più squadre di uno stesso gruppo, le posizioni in classifica verranno determinate prendendo in considerazione, nell'ordine, i seguenti criteri:
1. maggiore numero di punti negli scontri diretti tra le squadre interessate (classifica avulsa);
2. migliore differenza reti negli scontri diretti tra le squadre interessate (classifica avulsa);
3. maggiore numero di reti segnate negli scontri diretti tra le squadre interessate (classifica avulsa);
4. maggiore numero di reti segnate in trasferta negli scontri diretti tra le squadre interessate (classifica avulsa), valido solo per il turno di qualificazione a gironi;
5. se, dopo aver applicato i criteri dall'1 al 4, ci sono squadre ancora in parità di punti, i criteri dall'1 al 4 si riapplicano alle sole squadre in questione. Se continua a persistere la parità, si procede con i criteri dal 6 all'11;
6. migliore differenza reti;
7. maggiore numero di reti segnate;
8. maggiore numero di reti segnate in trasferta;
9. maggiore numero di vittorie nel girone;
10. maggiore numero di vittorie in trasferta nel girone;
11. classifica del fair play;
12. posizione nella UEFA Women's Nations League 2023-2024.

Per determinare le tre migliori seconde classificate nel turno di qualificazione a gironi, i risultati ottenuti contro le squadre classificate al sesto posto non vengono considerati e si prendono in considerazione, nell'ordine, i seguenti criteri:
1. maggiore numero di punti;
2. migliore differenza reti;
3. maggiore numero di reti segnate;
4. maggiore numero di reti segnate in trasferta;
5. maggiore numero di vittorie;
6. maggiore numero di vittorie in trasferta;
7. classifica del fair play;
8. posizione nella UEFA Women's Nations League 2023-2024.

Per classificare le squadre in leghe composte da gironi di diverse dimensioni si applica la seguente procedura:
1. non vengono presi in considerazione i risultati contro le squadre quarte;
2. tutti i risultati vengono presi in considerazione ai fini del confronto delle squadre quarte classificate nei rispettivi gironi.

Al fine di ripartire le squadre nelle urne del sorteggio della successiva edizione della Nations League (2025), la classifica generale delle qualificazioni a Euro 2025 è stabilita come segue:
1. le sedici squadre della Lega A sono distribuite dal 1º al 16º posto secondo la classifica individuale della lega;
2. le sedici squadre della Lega B sono distribuite dal 17º al 32º posto in base alla classifica individuale della lega;
3. le squadre della Lega C sono teste di serie dal 33esimo al 51º posto in base alla classifica individuale della lega (questo numero può variare a seconda del numero di iscritti).

## Programma
| Turno                  | Sorteggio      | Giornata         | Date             |
| ---------------------- | -------------- | ---------------- | ---------------- |
| Fase a gironi          | 5 marzo 2024   | Prima giornata   | 5 aprile 2024    |
| Fase a gironi          | 5 marzo 2024   | Seconda giornata | 9 aprile 2024    |
| Fase a gironi          | 5 marzo 2024   | Terza giornata   | 29 maggio 2024   |
| Fase a gironi          | 5 marzo 2024   | Quarta giornata  | 4 giugno 2024    |
| Fase a gironi          | 5 marzo 2024   | Quinta giornata  | 10 luglio 2024   |
| Fase a gironi          | 5 marzo 2024   | Sesta giornata   | 16 luglio 2024   |
| Spareggi Primo turno   | 19 luglio 2024 | Andata           | 23 ottobre 2024  |
| Spareggi Primo turno   | 19 luglio 2024 | Ritorno          | 29 ottobre 2024  |
| Spareggi Secondo turno | 19 luglio 2024 | Andata           | 27 novembre 2024 |
| Spareggi Secondo turno | 19 luglio 2024 | Ritorno          | 3 dicembre 2024  |

## Leghe e squadre partecipanti
Lega A
     Lega B
     Lega C
     Non partecipanti / Esclusa

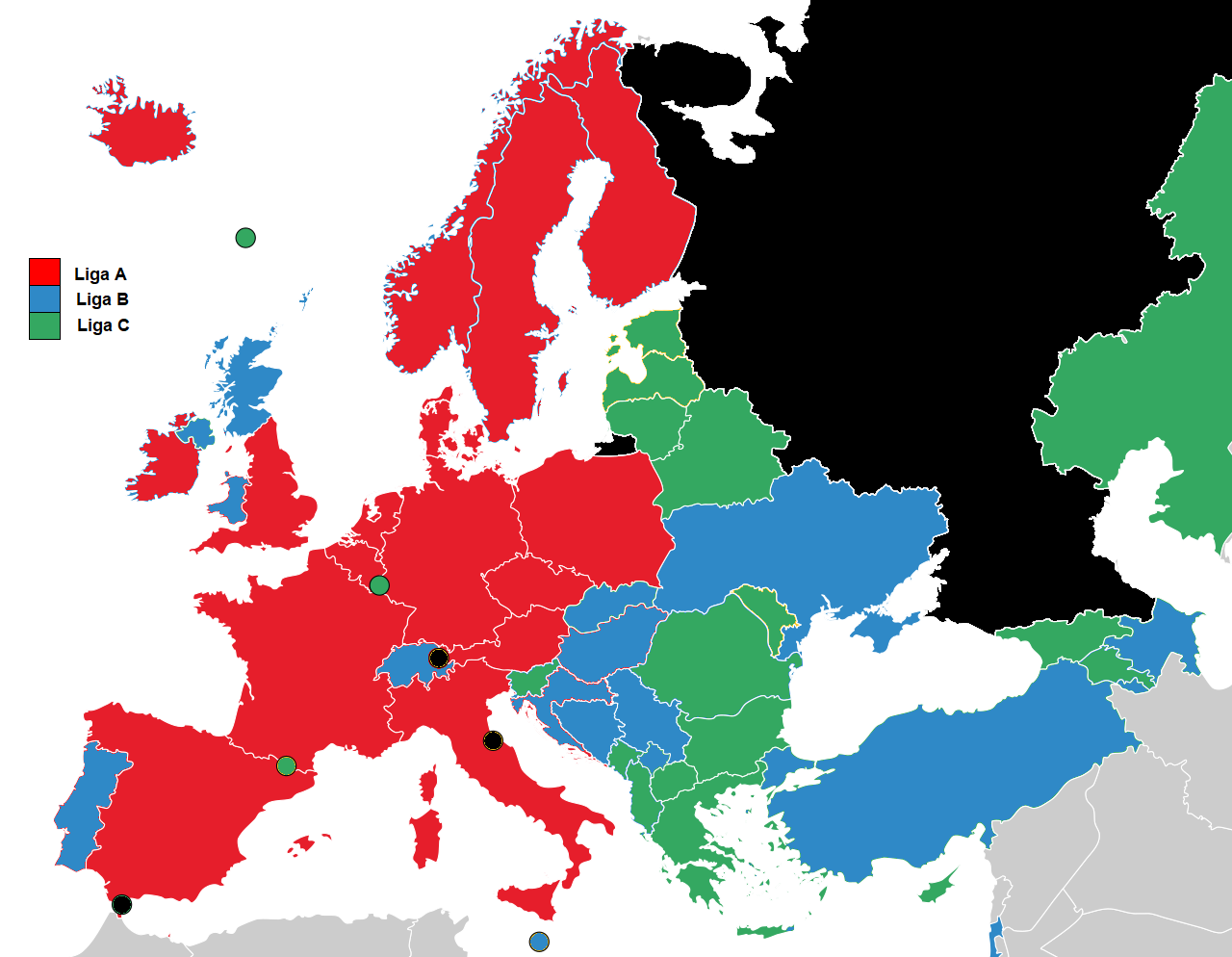
Divisione delle varie squadre nazionali nelle rispettive leghe.
Lega A
Lega B
Lega C
Non partecipanti / Esclusa

Le 51 squadre nazionali della UEFA (ad eccezione di Gibilterra, Liechtenstein e San Marino che non hanno ancora disputato partite ufficiali, e della Russia esclusa a seguito dell'invasione russa dell'Ucraina) parteciperanno alle qualificazioni. La suddivisione in leghe deriva dalla classifica finale della UEFA Women's Nations League 2023-2024.
| Lega A (16 squadre)  | Lega A (16 squadre) | Lega A (16 squadre) | Lega A (16 squadre) |
| -------------------- | ------------------- | ------------------- | ------------------- |
| Spagna               | Francia             | Germania            | Paesi Bassi         |
| Inghilterra          | Danimarca           | Italia              | Austria             |
| Islanda              | Belgio              | Svezia              | Norvegia            |
| Irlanda              | Finlandia           | Polonia             | Rep. Ceca           |
| Lega B (16 squadre)  |                     |                     |                     |
| Portogallo           | Svizzera            | Scozia              | Galles              |
| Bosnia ed Erzegovina | Serbia              | Croazia             | Ungheria            |
| Slovacchia           | Irlanda del Nord    | Ucraina             | Turchia             |
| Malta                | Israele             | Kosovo              | Azerbaigian         |
| Lega C (19 squadre)  |                     |                     |                     |
| Slovenia             | Grecia              | Bielorussia         | Romania             |
| Albania              | Lettonia            | Montenegro          | Bulgaria            |
| Estonia              | Lituania            | Lussemburgo         | Kazakistan          |
| Macedonia del Nord   | Cipro               | Andorra             | Georgia             |
| Moldavia             | Fær Øer             | Armenia             |                     |

## Fase a gironi

### Sorteggio
Il sorteggio si è svolto il 5 marzo 2024 alle 13:00 CET.
| Fascia | Squadra     | Prec    | Rank |
| ------ | ----------- | ------- | ---- |
| 1      | Spagna      | Oro     | 1    |
| 1      | Francia     | Argento | 2    |
| 1      | Germania    | Bronzo  | 3    |
| 1      | Paesi Bassi |         | 4    |
| 2      | Inghilterra |         | 5    |
| 2      | Danimarca   |         | 6    |
| 2      | Italia      |         | 7    |
| 2      | Austria     |         | 8    |
| 3      | Islanda     |         | 9    |
| 3      | Belgio      |         | 10   |
| 3      | Svezia      |         | 11   |
| 3      | Norvegia    |         | 12   |
| 4      | Irlanda     |         | 17   |
| 4      | Finlandia   |         | 18   |
| 4      | Polonia     |         | 19   |
| 4      | Rep. Ceca   |         | 20   |

| Fascia | Squadra              | Prec | Rank |
| ------ | -------------------- | ---- | ---- |
| 1      | Portogallo           |      | 13   |
| 1      | Svizzera             |      | 14   |
| 1      | Scozia               |      | 15   |
| 1      | Galles               |      | 16   |
| 2      | Bosnia ed Erzegovina |      | 21   |
| 2      | Serbia               |      | 22   |
| 2      | Croazia              |      | 23   |
| 2      | Ungheria             |      | 24   |
| 3      | Slovacchia           |      | 25   |
| 3      | Irlanda del Nord     |      | 26   |
| 3      | Ucraina              |      | 27   |
| 3      | Turchia              |      | 33   |
| 4      | Malta                |      | 34   |
| 4      | Israele              |      | 35   |
| 4      | Kosovo               |      | 36   |
| 4      | Azerbaigian          |      | 37   |

| Fascia | Squadra            | Prec | Rank |
| ------ | ------------------ | ---- | ---- |
| 1      | Slovenia           |      | 28   |
| 1      | Grecia             |      | 29   |
| 1      | Bielorussia        |      | 30   |
| 1      | Romania            |      | 31   |
| 1      | Albania            |      | 32   |
| 2      | Lettonia           |      | 38   |
| 2      | Montenegro         |      | 39   |
| 2      | Bulgaria           |      | 40   |
| 2      | Estonia            |      | 41   |
| 2      | Lituania           |      | 42   |
| 3      | Lussemburgo        |      | 43   |
| 3      | Kazakistan         |      | 44   |
| 3      | Macedonia del Nord |      | 45   |
| 3      | Cipro              |      | 46   |
| 3      | Andorra            |      | 47   |
| 4      | Georgia            |      | 48   |
| 4      | Moldavia           |      | 49   |
| 4      | Fær Øer            |      | 50   |
| 4      | Armenia            |      | 51   |

| Squadra       | Prec | Rank |
| ------------- | ---- | ---- |
| Gibilterra    |      | —    |
| Liechtenstein |      | —    |
| San Marino    |      | —    |

| Squadra | Prec | Rank |
| ------- | ---- | ---- |
| Russia  |      | —    |

Legenda:
 Promossa al termine della UEFA Women's Nations League 2023-2024.
 Retrocessa al termine della UEFA Women's Nations League 2023-2024.
Note
1. ↑  Il 28 febbraio 2022 la Russia è stata sospesa a tempo indeterminato dalla partecipazione alle competizioni UEFA e FIFA a causa dell'invasione dell'Ucraina da parte del proprio paese, pertanto non parteciperà alle qualificazioni.

## Lega A

### Gruppo 1
| Pos. | Squadra     | Pt | G | V | N | P | GF | GS | DR |
| ---- | ----------- | -- | - | - | - | - | -- | -- | -- |
| 1    | Italia      | 9  | 6 | 2 | 3 | 1 | 8  | 3  | +5 |
| 2    | Paesi Bassi | 9  | 6 | 2 | 3 | 1 | 4  | 4  | 0  |
| 3    | Norvegia    | 7  | 6 | 1 | 4 | 1 | 7  | 4  | +3 |
| 4    | Finlandia   | 5  | 6 | 1 | 2 | 3 | 4  | 12 | -8 |

| Squadra     | Paesi Bassi (bandiera) | Italia (bandiera) | Norvegia (bandiera) | Finlandia (bandiera) |
| ----------- | ---------------------- | ----------------- | ------------------- | -------------------- |
| Paesi Bassi |                        | 0 - 0             | 1 - 0               | 1 - 0                |
| Italia      | 2 - 0                  |                   | 1 - 1               | 4 - 0                |
| Norvegia    | 1 - 1                  | 0 - 0             |                     | 4 - 0                |
| Finlandia   | 1 - 1                  | 2 - 1             | 1 - 1               |                      |

### Gruppo 2
| Pos. | Squadra   | Pt | G | V | N | P | GF | GS | DR  |
| ---- | --------- | -- | - | - | - | - | -- | -- | --- |
| 1    | Spagna    | 15 | 6 | 5 | 0 | 1 | 18 | 5  | +13 |
| 2    | Danimarca | 12 | 6 | 4 | 0 | 2 | 14 | 8  | +6  |
| 3    | Belgio    | 4  | 6 | 1 | 1 | 4 | 5  | 18 | -13 |
| 4    | Rep. Ceca | 4  | 6 | 1 | 1 | 4 | 6  | 12 | -6  |

| Squadra   | Spagna (bandiera) | Danimarca (bandiera) | Belgio (bandiera) | Rep. Ceca (bandiera) |
| --------- | ----------------- | -------------------- | ----------------- | -------------------- |
| Spagna    |                   | 3 - 2                | 2 - 0             | 3 - 1                |
| Danimarca | 0 - 2             |                      | 4 - 2             | 2 - 0                |
| Belgio    | 0 - 7             | 0 - 3                |                   | 1 - 1                |
| Rep. Ceca | 2 - 1             | 1 - 3                | 1 - 2             |                      |

### Gruppo 3
| Pos. | Squadra     | Pt | G | V | N | P | GF | GS | DR |
| ---- | ----------- | -- | - | - | - | - | -- | -- | -- |
| 1    | Francia     | 12 | 6 | 4 | 0 | 2 | 8  | 7  | +1 |
| 2    | Inghilterra | 11 | 6 | 3 | 2 | 1 | 8  | 5  | +3 |
| 3    | Svezia      | 8  | 6 | 2 | 2 | 2 | 6  | 4  | +2 |
| 4    | Irlanda     | 3  | 6 | 1 | 0 | 5 | 4  | 10 | -6 |

| Squadra     | Francia (bandiera) | Inghilterra (bandiera) | Svezia (bandiera) | Irlanda (bandiera) |
| ----------- | ------------------ | ---------------------- | ----------------- | ------------------ |
| Francia     |                    | 1 - 2                  | 2 - 1             | 1 - 0              |
| Inghilterra | 1 - 2              |                        | 1 - 1             | 2 - 1              |
| Svezia      | 0 - 1              | 0 - 0                  |                   | 1 - 0              |
| Irlanda     | 3 - 1              | 0 - 2                  | 0 - 3             |                    |

### Gruppo 4
| Pos. | Squadra  | Pt | G | V | N | P | GF | GS | DR  |
| ---- | -------- | -- | - | - | - | - | -- | -- | --- |
| 1    | Germania | 15 | 6 | 5 | 0 | 1 | 17 | 8  | +9  |
| 2    | Islanda  | 13 | 6 | 4 | 1 | 1 | 11 | 5  | +6  |
| 3    | Austria  | 7  | 6 | 2 | 1 | 3 | 10 | 12 | -2  |
| 4    | Polonia  | 0  | 6 | 0 | 0 | 6 | 4  | 17 | -13 |

| Squadra  | Germania (bandiera) | Austria (bandiera) | Islanda (bandiera) | Polonia (bandiera) |
| -------- | ------------------- | ------------------ | ------------------ | ------------------ |
| Germania |                     | 4 - 0              | 3 - 1              | 4 - 1              |
| Austria  | 2 - 3               |                    | 1 - 1              | 3 - 1              |
| Islanda  | 3 - 0               | 2 - 1              |                    | 3 - 0              |
| Polonia  | 1 - 3               | 1 - 3              | 0 - 1              |                    |

Legenda:
      Qualificate alla fase finale.
      Qualificate agli spareggi.
      Qualificate agli spareggi e retrocesse in Lega B della UEFA Women's Nations League 2025-2026.

## Lega B

### Gruppo 1
| Pos. | Squadra     | Pt | G | V | N | P | GF | GS | DR  |
| ---- | ----------- | -- | - | - | - | - | -- | -- | --- |
| 1    | Svizzera    | 15 | 6 | 5 | 0 | 1 | 14 | 3  | +11 |
| 2    | Turchia     | 9  | 6 | 3 | 0 | 3 | 8  | 8  | 0   |
| 3    | Ungheria    | 7  | 6 | 2 | 1 | 3 | 10 | 9  | +1  |
| 4    | Azerbaigian | 4  | 6 | 1 | 1 | 4 | 2  | 14 | -12 |

| Squadra     | Svizzera (bandiera) | Ungheria (bandiera) | Turchia (bandiera) | Azerbaigian (bandiera) |
| ----------- | ------------------- | ------------------- | ------------------ | ---------------------- |
| Svizzera    |                     | 2 - 1               | 3 - 1              | 3 - 0                  |
| Ungheria    | 1 - 0               |                     | 1 - 4              | 1 - 1                  |
| Turchia     | 0 - 2               | 2 - 1               |                    | 1 - 0                  |
| Azerbaigian | 0 - 4               | 0 - 5               | 1 - 0              |                        |

### Gruppo 2
| Pos. | Squadra    | Pt | G | V | N | P | GF | GS | DR  |
| ---- | ---------- | -- | - | - | - | - | -- | -- | --- |
| 1    | Scozia     | 16 | 6 | 5 | 1 | 0 | 13 | 1  | +12 |
| 2    | Serbia     | 13 | 6 | 4 | 1 | 1 | 11 | 4  | +7  |
| 3    | Slovacchia | 4  | 6 | 1 | 1 | 4 | 5  | 11 | -6  |
| 4    | Israele    | 1  | 6 | 0 | 1 | 5 | 5  | 18 | -13 |

| Squadra    | Scozia (bandiera) | Serbia (bandiera) | Slovacchia (bandiera) | Israele (bandiera) |
| ---------- | ----------------- | ----------------- | --------------------- | ------------------ |
| Scozia     |                   | 1 - 0             | 1 - 0                 | 4 - 1              |
| Serbia     | 0 - 0             |                   | 2 - 1                 | 1 - 0              |
| Slovacchia | 0 - 2             | 0 - 4             |                       | 2 - 0              |
| Israele    | 0 - 5             | 2 - 4             | 2 - 2                 |                    |

### Gruppo 3
| Pos. | Squadra              | Pt | G | V | N | P | GF | GS | DR  |
| ---- | -------------------- | -- | - | - | - | - | -- | -- | --- |
| 1    | Portogallo           | 16 | 6 | 5 | 1 | 0 | 14 | 2  | +12 |
| 2    | Irlanda del Nord     | 10 | 6 | 3 | 1 | 2 | 8  | 7  | +1  |
| 3    | Bosnia ed Erzegovina | 7  | 6 | 2 | 1 | 3 | 4  | 9  | -5  |
| 4    | Malta                | 1  | 6 | 0 | 1 | 5 | 2  | 10 | -8  |

| Squadra              | Portogallo (bandiera) | Bosnia ed Erzegovina (bandiera) | Irlanda del Nord (bandiera) | Malta (bandiera) |
| -------------------- | --------------------- | ------------------------------- | --------------------------- | ---------------- |
| Portogallo           |                       | 3 - 0                           | 4 - 0                       | 3 - 1            |
| Bosnia ed Erzegovina | 0 - 0                 |                                 | 1 - 3                       | 2 - 1            |
| Irlanda del Nord     | 1 - 2                 | 2 - 0                           |                             | 0 - 0            |
| Malta                | 0 - 2                 | 0 - 1                           | 0 - 2                       |                  |

### Gruppo 4
| Pos. | Squadra | Pt | G | V | N | P | GF | GS | DR  |
| ---- | ------- | -- | - | - | - | - | -- | -- | --- |
| 1    | Galles  | 14 | 6 | 4 | 2 | 0 | 18 | 3  | +15 |
| 2    | Ucraina | 11 | 6 | 3 | 2 | 1 | 11 | 4  | +7  |
| 3    | Croazia | 9  | 6 | 3 | 0 | 3 | 4  | 9  | -5  |
| 4    | Kosovo  | 0  | 6 | 0 | 0 | 6 | 0  | 17 | -17 |

| Squadra | Galles (bandiera) | Croazia (bandiera) | Ucraina (bandiera) | Kosovo (bandiera) |
| ------- | ----------------- | ------------------ | ------------------ | ----------------- |
| Galles  |                   | 4 - 0              | 1 - 1              | 2 - 0             |
| Croazia | 0 - 3             |                    | 1 - 0              | 2 - 0             |
| Ucraina | 2 - 2             | 2 - 0              |                    | 2 - 0             |
| Kosovo  | 0 - 6             | 0 - 1              | 0 - 4              |                   |

Legenda:
      Promosse in Lega A della UEFA Women's Nations League 2025-2026 e qualificate agli spareggi.
      Qualificate agli spareggi.
      Qualificate agli spareggi e possibile retrocessione in Lega C della UEFA Women's Nations League 2025-2026.
      Retrocesse in Lega C della UEFA Women's Nations League 2025-2026.
Note
1. ↑  Dal momento che la Svizzera (qualificata di diritto come paese ospitante) ha concluso il proprio girone tra le prime tre posizioni la miglior quarta classificata (l'Azerbaigian) accede agli spareggi.

### Raffronto tra le terze classificate
| Pos | Gr | Squadra              | Pt | G | V | N | P | GF | GS | DR |
| --- | -- | -------------------- | -- | - | - | - | - | -- | -- | -- |
| 1   | B4 | Croazia              | 9  | 6 | 3 | 0 | 3 | 4  | 9  | -5 |
| 2   | B1 | Ungheria             | 7  | 6 | 2 | 1 | 3 | 10 | 9  | +1 |
| 3   | B3 | Bosnia ed Erzegovina | 7  | 6 | 2 | 1 | 3 | 4  | 9  | -5 |
| 4   | B2 | Slovacchia           | 4  | 6 | 1 | 1 | 4 | 5  | 11 | -6 |

## Lega C

### Gruppo 1
| Pos. | Squadra     | Pt | G | V | N | P | GF | GS | DR  |
| ---- | ----------- | -- | - | - | - | - | -- | -- | --- |
| 1    | Bielorussia | 18 | 6 | 6 | 0 | 0 | 19 | 0  | +19 |
| 2    | Georgia     | 10 | 6 | 3 | 1 | 2 | 6  | 7  | -1  |
| 3    | Lituania    | 7  | 6 | 2 | 1 | 3 | 5  | 10 | -5  |
| 4    | Cipro       | 0  | 6 | 0 | 0 | 6 | 1  | 14 | -13 |

| Squadra     | Bielorussia (bandiera) | Lituania (bandiera) | Cipro (bandiera) | Georgia (bandiera) |
| ----------- | ---------------------- | ------------------- | ---------------- | ------------------ |
| Bielorussia |                        | 3 - 0               | 5 - 0            | 3 - 0              |
| Lituania    | 0 - 3                  |                     | 1 - 0            | 0 - 1              |
| Cipro       | 0 - 3                  | 1 - 2               |                  | 0 - 2              |
| Georgia     | 0 - 2                  | 2 - 2               | 1 - 0            |                    |

### Gruppo 2
| Pos. | Squadra            | Pt | G | V | N | P | GF | GS | DR  |
| ---- | ------------------ | -- | - | - | - | - | -- | -- | --- |
| 1    | Slovenia           | 18 | 6 | 6 | 0 | 0 | 26 | 0  | +26 |
| 2    | Lettonia           | 9  | 6 | 3 | 0 | 3 | 8  | 16 | -8  |
| 3    | Macedonia del Nord | 7  | 6 | 2 | 1 | 3 | 10 | 17 | -7  |
| 4    | Moldavia           | 1  | 6 | 0 | 1 | 5 | 4  | 15 | -11 |

| Squadra            | Slovenia (bandiera) | Lettonia (bandiera) | Macedonia del Nord (bandiera) | Moldavia (bandiera) |
| ------------------ | ------------------- | ------------------- | ----------------------------- | ------------------- |
| Slovenia           |                     | 6 - 0               | 4 - 0                         | 2 - 0               |
| Lettonia           | 0 - 4               |                     | 3 - 4                         | 2 - 1               |
| Macedonia del Nord | 0 - 5               | 1 - 2               |                               | 1 - 1               |
| Moldavia           | 0 - 5               | 0 - 1               | 2 - 4                         |                     |

### Gruppo 3
| Pos. | Squadra    | Pt | G | V | N | P | GF | GS | DR  |
| ---- | ---------- | -- | - | - | - | - | -- | -- | --- |
| 1    | Grecia     | 16 | 6 | 5 | 1 | 0 | 17 | 4  | +13 |
| 2    | Montenegro | 10 | 6 | 3 | 1 | 2 | 21 | 10 | +11 |
| 3    | Fær Øer    | 9  | 6 | 3 | 0 | 3 | 11 | 9  | +2  |
| 4    | Andorra    | 0  | 6 | 0 | 0 | 6 | 2  | 28 | -26 |

| Squadra    | Grecia (bandiera) | Montenegro (bandiera) | Andorra (bandiera) | Fær Øer (bandiera) |
| ---------- | ----------------- | --------------------- | ------------------ | ------------------ |
| Grecia     |                   | 2 - 2                 | 6 - 0              | 1 - 0              |
| Montenegro | 2 - 3             |                       | 6 - 1              | 5 - 1              |
| Andorra    | 0 - 3             | 1 - 5                 |                    | 0 - 4              |
| Fær Øer    | 0 - 2             | 2 - 1                 | 4 - 0              |                    |

### Gruppo 4
| Pos. | Squadra    | Pt | G | V | N | P | GF | GS | DR  |
| ---- | ---------- | -- | - | - | - | - | -- | -- | --- |
| 1    | Romania    | 18 | 6 | 6 | 0 | 0 | 16 | 1  | +15 |
| 2    | Bulgaria   | 7  | 6 | 2 | 1 | 3 | 6  | 8  | -2  |
| 3    | Armenia    | 6  | 6 | 2 | 0 | 4 | 8  | 18 | -10 |
| 4    | Kazakistan | 4  | 6 | 1 | 1 | 4 | 5  | 8  | -3  |

| Squadra    | Romania (bandiera) | Bulgaria (bandiera) | Kazakistan (bandiera) | Armenia (bandiera) |
| ---------- | ------------------ | ------------------- | --------------------- | ------------------ |
| Romania    |                    | 1 - 0               | 1 - 0                 | 3 - 1              |
| Bulgaria   | 0 - 3              |                     | 0 - 0                 | 2 - 3              |
| Kazakistan | 0 - 3              | 0 - 1               |                       | 4 - 1              |
| Armenia    | 0 - 5              | 1 - 3               | 2 - 1                 |                    |

### Gruppo 5
| Pos. | Squadra     | Pt | G | V | N | P | GF | GS | DR |
| ---- | ----------- | -- | - | - | - | - | -- | -- | -- |
| 1    | Albania     | 9  | 4 | 3 | 0 | 1 | 8  | 4  | +4 |
| 2    | Lussemburgo | 5  | 4 | 1 | 2 | 1 | 5  | 6  | -1 |
| 3    | Estonia     | 2  | 4 | 0 | 2 | 2 | 3  | 6  | -3 |

| Squadra     | Albania (bandiera) | Estonia (bandiera) | Lussemburgo (bandiera) |
| ----------- | ------------------ | ------------------ | ---------------------- |
| Albania     |                    | 2 - 0              | 3 - 1                  |
| Estonia     | 1 - 2              |                    | 1 - 1                  |
| Lussemburgo | 2 - 1              | 1 - 1              |                        |

Legenda:
      Promosse in Lega B della UEFA Women's Nations League 2025-2026 e qualificate agli spareggi.
      Possibile qualificazione agli spareggi.

### Raffronto tra le seconde classificate
| Pos | Gr | Squadra     | Pt | G | V | N | P | GF | GS | DR  |
| --- | -- | ----------- | -- | - | - | - | - | -- | -- | --- |
| 1   | C5 | Lussemburgo | 5  | 4 | 1 | 2 | 1 | 5  | 6  | -1  |
| 2   | C3 | Montenegro  | 4  | 4 | 1 | 1 | 2 | 10 | 8  | +2  |
| 3   | C1 | Georgia     | 4  | 4 | 1 | 1 | 2 | 3  | 7  | -4  |
| 4   | C4 | Bulgaria    | 3  | 4 | 1 | 0 | 3 | 5  | 8  | -3  |
| 5   | C2 | Lettonia    | 3  | 4 | 1 | 0 | 3 | 5  | 15 | -10 |

## Spareggi
Il sorteggio per l'accoppiamento delle partite valide per gli spareggi è stato effettuato il 19 luglio 2024 a Nyon.

### Primo turno

#### Spareggi Lega A-Lega C
| Squadra 1   | Totale | Squadra 2 | Andata | Ritorno |
| ----------- | ------ | --------- | ------ | ------- |
| Romania     | 2 - 6  | Polonia   | 1 - 2  | 1 - 4   |
| Grecia      | 0 - 5  | Belgio    | 0 - 0  | 0 - 5   |
| Montenegro  | 0 - 6  | Finlandia | 0 - 1  | 0 - 5   |
| Georgia     | 0 - 9  | Irlanda   | 0 - 6  | 0 - 3   |
| Slovenia    | 1 - 5  | Austria   | 0 - 3  | 1 - 2   |
| Lussemburgo | 0 - 12 | Svezia    | 0 - 4  | 0 - 8   |
| Bielorussia | 1 - 8  | Rep. Ceca | 1 - 8  | 0 - 0   |
| Albania     | 0 - 14 | Norvegia  | 0 - 5  | 0 - 9   |

#### Spareggi Lega B
| Squadra 1            | Totale | Squadra 2        | Andata | Ritorno     |
| -------------------- | ------ | ---------------- | ------ | ----------- |
| Turchia              | 1 - 3  | Ucraina          | 1 - 1  | 0 - 2       |
| Croazia              | 1 - 2  | Irlanda del Nord | 1 - 1  | 0 - 1 (dts) |
| Bosnia ed Erzegovina | 3 - 6  | Serbia           | 2 - 2  | 1 - 4       |
| Azerbaigian          | 1 - 8  | Portogallo       | 1 - 4  | 0 - 4       |
| Ungheria             | 0 - 5  | Scozia           | 0 - 1  | 0 - 4       |
| Slovacchia           | 2 - 3  | Galles           | 2 - 1  | 0 - 2 (dts) |

### Secondo turno
| Squadra 1        | Totale | Squadra 2 | Andata | Ritorno |
| ---------------- | ------ | --------- | ------ | ------- |
| Portogallo       | 3 - 2  | Rep. Ceca | 1 - 1  | 2 - 1   |
| Scozia           | 0 - 2  | Finlandia | 0 - 0  | 0 - 2   |
| Ucraina          | 1 - 4  | Belgio    | 0 - 2  | 1 - 2   |
| Galles           | 3 - 2  | Irlanda   | 1 - 1  | 2 - 1   |
| Polonia          | 2 - 0  | Austria   | 1 - 0  | 1 - 0   |
| Irlanda del Nord | 0 - 7  | Norvegia  | 0 - 4  | 0 - 3   |
| Serbia           | 0 - 8  | Svezia    | 0 - 2  | 0 - 6   |